# Júst á Húsum
Júst Olaf Jacobsen (født 28. november 1860 i Tórshavn, død 25. november 1932), kaldet Júst á Húsum, var en færøsk bonde og politiker. Han var en af de ni mænd, der indbød til Julemødet 1888, et møde som regnes som begyndelsen på Færøernes selvstændighedskamp. Han sad i Lagtinget for Suðurstreymoy fra 1899 til 1903. 